# Копальня Гауленд
Копальня Гауленд — колишній гірничодобувний майданчик у центральній частині Тихого океану на острові Гауленд зі складу архіпелагу Фенікс (адміністративна одиниця Зовнішні малі острови США).
У другій половині XIX століття на тлі зростаючого попиту на добрива велись пошуки та видобуток гуано на численних островах світового океану. Зокрема, в другій половині 1850-х островом Гауленд зацікавились American Guano Company та United State Guano Company, які з 1860 року вели судову суперечку щодо прав на розробки. Паралельно з юридичним процесом відбувалась боротьба на місці — в 1859-му представники American Guano Company примусили конкурентів полишити Гауленд, але в 1861-му самі були вигнані з острова переважаючими силами United State Guano Company. Після цього протягом кількох років продукцію з Гауленду використовувала Pacific Guano Company для продукування свого фосфорного добрива марки «Soluble Pacific Guano», яке отримували змішуванням гуано з залишками від переробки риби манхеден, з якої перед тим вилучили риб'ячий жир (додавання рибопродукту мало компенсувати азот, на який було бідне гуано з островів у центральній частині Тихого океану).
У 1868-му American Guano Company нарешті виграла судову суперечку та змогла повернутись до розробок на Гауленді, які вела до 1878 року, коли через зависокі транспортні витрати та падіння якості гуано (що робило продукцію неконкурентоздатною) полишила острів, на якому залишилось 13 тисяч тонн вже видобутого добрива.
У 1886-му австралійська компанія Houlder Brothers викупила в American Guano Company права на розробку покладів Гауленду (а також островів Бейкер та Джарвіс) та облаштувала тут свою головну базу в центрально-тихоокеанському регіоні. Втім, вже у 1890-му Houlder Brothers покинула Гауленд, оскільки отримала дозвіл на розробку розташованого поряд з Австралією острова Рейн (Raine).
Відносно масштабів видобутку є відомості, що в середньому Гауленд продукував 6 тисяч тонн гуано на рік, всього ж цей острів виробив від 85 до 104 тисяч тонн гуано (з них 42 тисячі тонн вивезла United State Guano Company/Pacific Guano Company).
Розробка велась відкритим способом, при цьому, щоб добратись до гуано, доводилось видаляти верхній шар ґрунту.
Як і будь-який оточений рифами острів, Гауленд був небезпечний для кораблів, що прибували для вивозу продукції. Як наслідок, було втрачено 5 суден — «Monsoon» (у 1864 році, мало на борту 1143 тонни гуано), «Mary Robinson» (1864, втрачено 1300 тонн добрива), «Arno» (1864), «Kathay» (1867, встигло прийняти 400 тонн добрива) та «Lizzie Oakford» (1868, втрачено 1300 тонн гуано). Крім того, судно «Golden Eagle» (перевозило 1200 тонн гуано) було захоплене та знищене 21 лютого 1863 році у Мексиканській затоці рейдером конфедератів «CSS Alabama».